# Sahle Sellassie

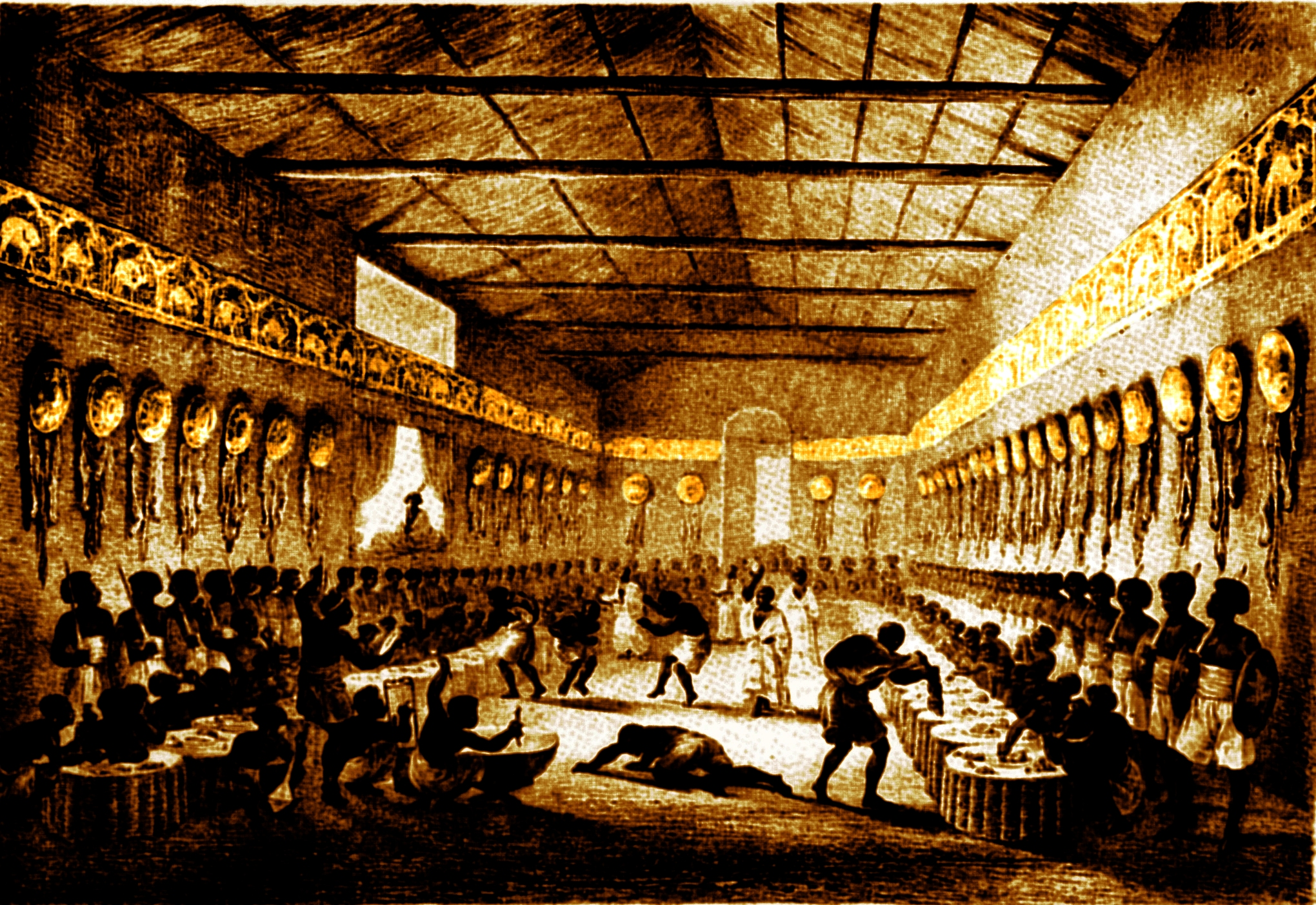
A sala de banquetes de Sahle Selassie

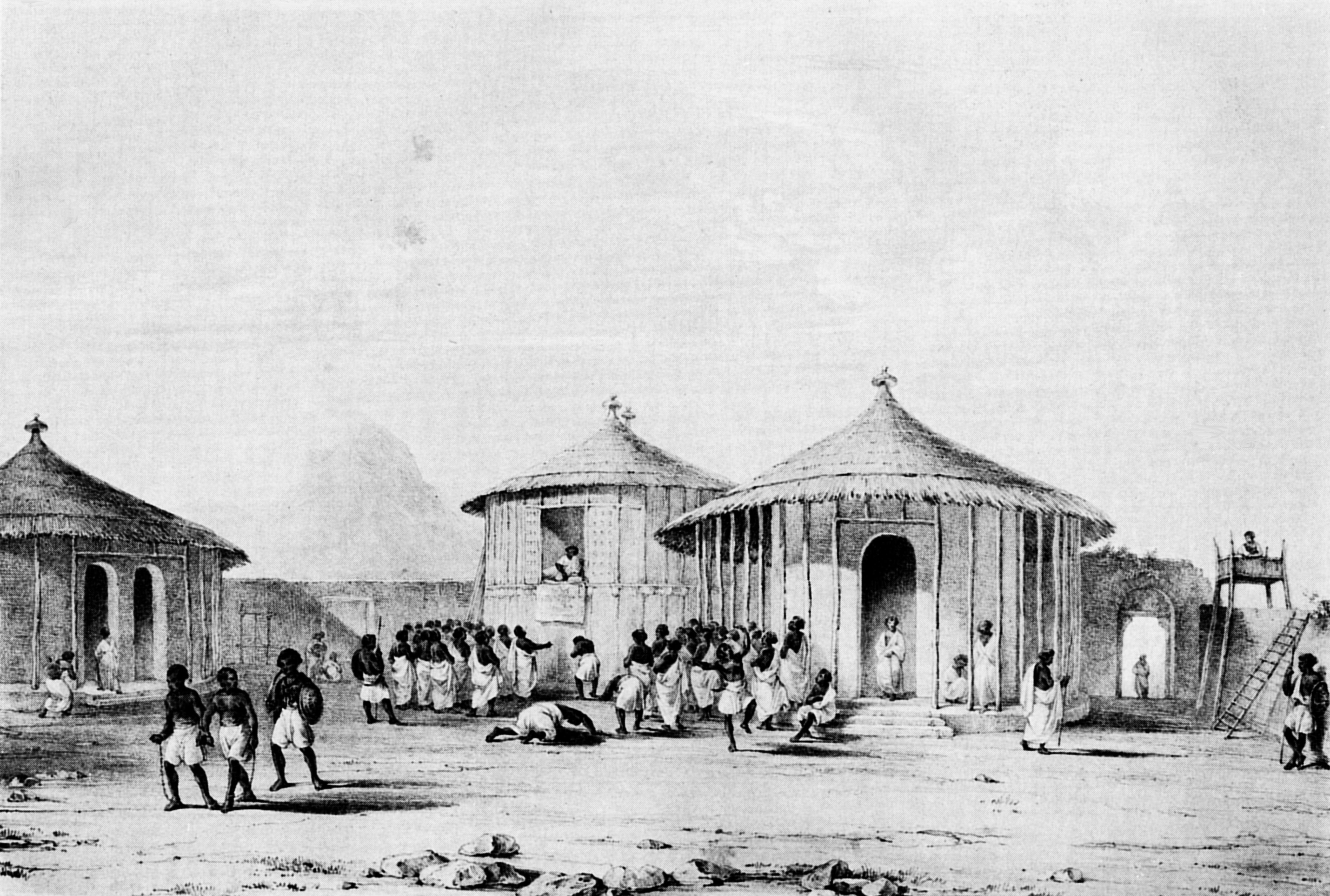
Julgamento de Sahle Selassie

'Sahle Selassie' (c. 1795 - 22 de outubro de 1847) foi um Meridazmaque (Meridazmach), ou Comandante Supremo, e mais tarde Negus (rei) de Xoa (1813–1847), um importante nobre Amara. Ele era o filho mais novo de Uossém Seguede (Wossen Seged). 

## Vida
Quando seu pai foi assassinado, por rebeldes Oromas na antiga província de Marra Biete, seu irmão mais velho Bacuré (Bakure) demorou a marchar para a a capital Cundi para reivindicar a sucessão. Embora ainda adolescente, Sahle Selassie aproveitou essa chance para governar. Saiu do mosteiro em Sela Dingé onde era estudante e com o apoio dos parentes de sua mãe Zaneba Uorque (Zenebework) foi proclamado Meridazmaque. Bacuré chegou atrasado a Cundi e foi preso com seus outros irmãos e alguns de seus partidários. 
Após isso, Sahle Selassie voltou sua atenção para os rebeldes, tanto os oromos quanto a uma parcela do amaras que era fiel a seu irmão. Usou a diplomacia para se aproximar dos abichus oromos, em sua luta contra contra os vizinhos tulamas oromos, a quem derrotou no início da década de 1820. Sahle Selassie após essa vitória reconstruiu Debré Berã (Debre Berhan), que fora queimada em uma incursão, bem como  (Karayu) em várias outras cidades, e consolidou seu domínio fundando várias aldeias fortificadas, como Angolala, estendendo a fronteira de Xoa para Bulga e Caraiu, para o sudeste, para Arsi, e para o sul, até os territórios dos Gurage. 
Por outro lado, manteve uma região de amortecimento ao norte, criada a partir da aliança com os iejus oromos (Yejju Oromo) e com os oromos de Uolo (Wollo Oromo). Isso ajudou a manter Xoa fora do alcance dos senhores do norte que continuaram com suas próprias guerras civis como ocorrera na época de Ama Jesus (Amha Iyasus). 
Depois de alguns anos, Sahle Selassie sentiu sua posição segura o suficiente para se proclamar negus, ou rei, dos povos Xoa, Ifate, Oromo e Gurage, sem a autorização do Imperador da Etiópia em Gondar, mas com sua aparente aquiescência. No entanto, em 1829 a população de Xoa foi acometida pela fome, e em 1830, por uma epidemia de cólera, onde dois terços dos doentes no palácio de Sahle Selassie morreram. Então, um dos generais de Sahle Selassie, Medoco (Medoko), rebelou-se e convenceu os atiradores de arcabuz a desertarem com ele para se juntar ao Oromos. Com os reforços os Oromos atacaram e incendiaram Angolala. Na época em que Sahle Selassie conseguiu derrotar essa rebelião em 1834 ou 1835, uma nova seca afligiu Xoba por dois anos, matando a maioria dos animais domésticos e trazendo fome para seu povo. Pankhurst também documenta registros de uma segunda epidemia de cólera em 1834, que se espalhou para o sul a partir de Uelo (Welo) causando uma grande mortalidade.  Sahle Selassie respondeu à fome abrindo os armazéns reais para os necessitados, agradando ao seu povo. A fome chegou ao fim. Nesta época Medoco ressurge com uma rebelião, e embora o general tenha sido rapidamente esmagado, Sahle Selassie passou a ser questionado pela igreja local levando a um novo conflito. 
Durante a disputa em curso sobre a cristologia que dividiu a Igreja Ortodoxa Etíope em várias facções hostis, o influente mosteiro Debré Líbano, localizado em Xoa abraçou a doutrina do Soste Lidete (três naturezas) em oposição à teoria de Hulate Lidete (também conhecida como Uolde Quibe ou miafisismo, duas naturezas), que foi adotada no norte.  Quando Sahle Selassie procurou fortalecer seu poder sobre a igreja de Xoa, nomeando homens leais a si mesmo como abades dos mosteiros locais - um ato que trouxe a oposição não apenas dos próprios monges, mas também do Ichege (vigário-geral), o abade do mosteiro de Debré Líbano e o segundo mais poderoso clérigo da Etiópia. Enfrentando a ameaça de excomunhão, Sahle Selassie cedeu e, em 24 de novembro de 1841, demitiu seus indicados - mas começou a sofrer ataques dos partidários do Hulate Lidete em Menz, Marra Biete e outros distritos de Xoa. No momento em que o monarca conseguiu acalmar essa controvérsia, é empossado um novo abuna (bispo, o principal clérigo da Etiópia), Salama III, que reacendeu a resistência dos seguidores do Hulate Lidete. O novo abuna excomungou Sahle Selassie em 1845.  Apesar da intervenção do Regente Imperial, Ali II,  Salama recusou-se a levantar o interdito,  Ali II prendeu o abuna em 1846 e o baniu de Gondar. 
A essa altura, a saúde de Sahle Selassie não andava boa e ele não conseguia realizar todas as funções imperiais. Somente a intervenção de seus amigos íntimos e conselheiros impediu o Negus de abdicar do trono em favor de seu filho, até que veio falecer alguns meses depois. 